# 斉藤利彦 (芸能研究者)
斉藤 利彦（さいとう としひこ、1971年 - ）は、日本の歴史学者。佛教大学歴史学部歴史文化学科教授。専門分野は日本文化史・日本芸能史。

## 略歴
- 1971年 兵庫県出身。
- 1991年3月 兵庫県立川西北陵高等学校卒業[1]。
- 1995年3月 佛教大学文学部史学科[2]卒業。
- 1997年3月 佛教大学大学院文学研究科修士課程修了。
- 2000年3月 佛教大学大学院文学研究科博士後期課程単位取得満期退学。
- 2005年 佛教大学アジア宗教文化情報研究所ポストドクター。
- 2009年 佛教大学宗教文化ミュージアムポストドクター。
- 2010年9月 「近世大坂と周辺都市における歌舞伎興行の研究 近世後期上方歌舞伎の興行史的研究で博士（文学）[2]。
- 2011年 佛教大学宗教文化ミュージアム学芸員。
- 佛教大学歴史学部歴史文化学科准教授[2]。
- 佛教大学歴史学部歴史文化学科教授。

## 委員歴
- 1998年4月～2001年3月 京都府民俗芸能緊急調査会 調査員
- 2000年4月～2002年3月 福知山市北部地域民俗文化財調査会調査員 調査員
- 2002年4月～2005年3月 講談調査推進委員会 調査員
- 2002年6月～ 芸能史研究会 委員
- 2004年4月 ～2007年3月 愛東町町史編纂委員会 調査執筆委員
- 2008年4月～2018年3月 公益財団法人世界人権問題研究センター 第二部　嘱託研究員
- 2009年4月～2012年3月 京都府八木町史編纂委員会 専門委員

## 研究課題
- 近世上方歌舞伎の歴史的研究
- 近現代上方歌舞伎の伝承に関する研究
- 京都の民俗芸能と映像記録撮影の史的研究

## 所属学会
- 芸能史研究会
- 歌舞伎学会
- 日本民俗学会
- 京都民俗学会
- 佛教史学会

## 受賞歴
- 2003年10月：第一回佛教大学学術奨励賞（佛教大学）
- 2012年12月：平成24年度歌舞伎学会奨励賞（歌舞伎学会）

## 著書

### 単著
- 『近世堺と歌舞伎』（大阪公立大学共同出版会、2008年）
- 『近世上方歌舞伎と堺』<佛教大学研究叢書>（思文閣出版、2012年）

### 論文
- CiNii>斉藤利彦